# Doug Robinson
Douglas Garnet Robinson (St. Catharines, 27 agosto 1940) è un ex hockeista su ghiaccio canadese che nel corso della carriera ha giocato nella National Hockey League.

## Carriera
Robinson giocò a livello giovanile per cinque stagioni nella Ontario Hockey Association, tre delle quali con i St. Catharines Teepees, formazione giovanile legata alla franchigia dei Chicago Blackhawks.
Nel 1961 Robinson esordì fra i professionisti disputando una stagione nella Eastern Professional Hockey League. Successivamente giocò per due stagioni nell'American Hockey League con i Buffalo Bisons vincendo oltre alla Calder Cup anche il Dudley "Red" Garrett Memorial Award come miglior rookie della lega. Nella stagione 1964-1965 esordì in National Hockey League disputando 44 partite con i Chicago Blackhawks.
Nella primavera del 1965 venne ceduto ai New York Rangers, collezionando altre 73 presenze in NHL oltre a diversi prestiti in AHL presso il farm team dei Baltimore Clippers. Nell'estate del 1967 in occasione dell'NHL Expansion Draft Robinson fu selezionato dai Los Angeles Kings, una delle sei nuove franchigie iscritte alla lega. Rimase a Los Angeles per quattro stagioni dividendosi fra NHL e AHL con il farm team degli Springfield Kings.
Si ritirò nel 1972 dopo una stagione trascorsa nell'organizzazione dei Montreal Canadiens. Anche il figlio Rob divenne un giocatore professionista di hockey.

## Palmarès

### Club
- Calder Cup: 1

Buffalo: 1962-1963

### Individuale
- Dudley "Red" Garrett Memorial Award: 1

1962-1963
- AHL First All-Star Team: 1

1969-1970
- AHL Second All-Star Team: 1

1962-1963